# Zodiac (montre)
 (février 2022).
La marque Zodiac est une ancienne marque de montres suisses fondée en 1882 au Locle par la famille Calame.

## Historique de la marque

### Fondation au Locle
Les origines de Zodiac remonte au début du XIXe siècle, époque où Jacob Calame, fils d'un horloger et propriétaire terrien, s'est établi en tant qu'horloger à La Chaux-de-Fonds (NE). L'histoire de la marque est étroitement liée à la famille Calame, dont l'histoire remonte à 1537.
Les racines de la famille fondatrice de Zodiac remontent à 1537, lorsque René de Challand, seigneur de Valangin nomma la famille Calame « franc-habergeant ». Les seigneurs de Valangin et de Neuchâtel offraient à cette époque des terres à de petits propriétaires pour cultiver des terres inexploitées. En 1650, attiré par les avantages offerts par le prince-évêque de Bâle, Guillaume Calame quitte Le Locle, et s'installe près de La Ferrière, à une vingtaine de kilomètres.
En 1815, l'horloger-agriculteur Jacob Calame héberge soldats et chevaux des troupes autrichiennes, russes et polonaises. En 1820, il est propriétaire d'un domaine comprenant des bâtiments, des prairies et des pâturages. Son fils Julian est aussi horloger à Saint-Imier.
En 1864, Ariste Calame, un descendant de Jacob Calame, s'installe au Locle au numéro 7 de la Grande Rue. Après un apprentissage de monteur, il s'installe à son compte dans un petit atelier au Crêt-Vaillant et fait du négoce de montres.
Jusqu'en 1876, l'industrie horlogère suisse produisait artisanalement dans de petits ateliers spécialisés. Mais la Foire de Philadelphie démontra les avantages de la mécanisation pour l'industrie horlogère. Ariste Calame crée alors un atelier d'établissage au Locle en 1882.
Il assemble des montres pour d’autres fabricants, comme Favre & Perret. Son fils, Louis-Ariste, le rejoint en 1895. C’est un excellent horloger formé à l’école d’horlogerie du Locle par Jules Grossmann. En 1896[réf. nécessaire], une exposition universelle a eu lieu à Paris en France. À cette époque 34 000 confédérés de dix cantons différents produisent quatre millions de montres d'une valeur de 100 millions de francs suisses. En 1897, la Suisse exporte déjà plus de 7,3 millions de montres d'une valeur de 120 millions de francs suisses.
En 1899, l'entreprise déménage à la rue du Marais et en 1900, le fils d'Aristide Calame, Louis-Ariste se marie au Locle à 25 ans et prend la direction de l'entreprise familiale avec son épouse comme assistante. L'entreprise prend le nom Ariste Calame & Fils. Louis-Ariste dépose la marque Zodiac en 1901 et en 1908, sa première fabrique à la rue Bellevue salarie une vingtaine d'ouvriers.
En 1916, Louis-Ariste Calame décide de fabriquer ses propres ébauches pour équiper les montres Zodiac et il lance le célèbre mouvement « Zodiac 1617 ».

### Innovations techniques
En 1922, René A. Calame, le fils de Louis-Ariste Calame, lui-même horloger formé au Technicum du Locle, rejoint l'entreprise comme troisième génération et donne de nouvelles impulsions en termes de développements technique et commercial. Les montres, de qualité « soignée » sont de plus en plus exportées vers le Japon, qui est à cette époque le 4e marché pour les montres suisses.
En 1928, René A. Calame renomme la société Louis-Ariste Calame en Manufacture d'Horlogerie Zodiac. En 1930, en plus d'un très beau calibre Zodiac de 16 lignes, René A. Calame conçoit avec la Fabrique Angélus du Locle un calibre rectangulaire de seulement 32 × 21 mm. 1930 est aussi le début d'une grave crise économique. Le Japon ferme ses portes aux importations. Zodiac est en difficulté et la production d'ébauches cesse.
Le 26 juillet 1933, la maison « Ariste Calame fils, Manufacture d'horlogerie Zodiac », au Locle, fait place à « Zodiac SA, fabrication et commerce d'horlogerie », dénomination souvent remplacée à l'export par « Zodiac Watch Factory ». L'actif et le passif de l'ancienne entreprise sont repris dans la nouvelle entité gérée par Ariste Calame et René-Ariste Calame, tous deux originaires de la Ferrière et du Locle. En 1934, Ariste Calame fils devient vice-président de l'Association des Fabricants d'Horlogerie du district du Locle.
En 1934, René Ariste Calame sort ses premières Zodiac « incassables ». Il s'agit en fait de montres munies d'un système antichoc. Les brevets de ce système provenaient de la société Election. Le terme incassable est remplacé à partir de 1937 par « Incasécurit ».
À partir des années 1940, les affaires sont florissantes pour Zodiac, comme pour toute l'industrie horlogère suisse. L'entreprise commercialise désormais des chronographes, des montres avec calendrier, et commence la fabrication de chronomètres testés au Bureau Officiel de Contrôle du Locle. En 1943, Zodiac devient le fournisseur attitré des PTT et des Chemins de Fer suisses. 

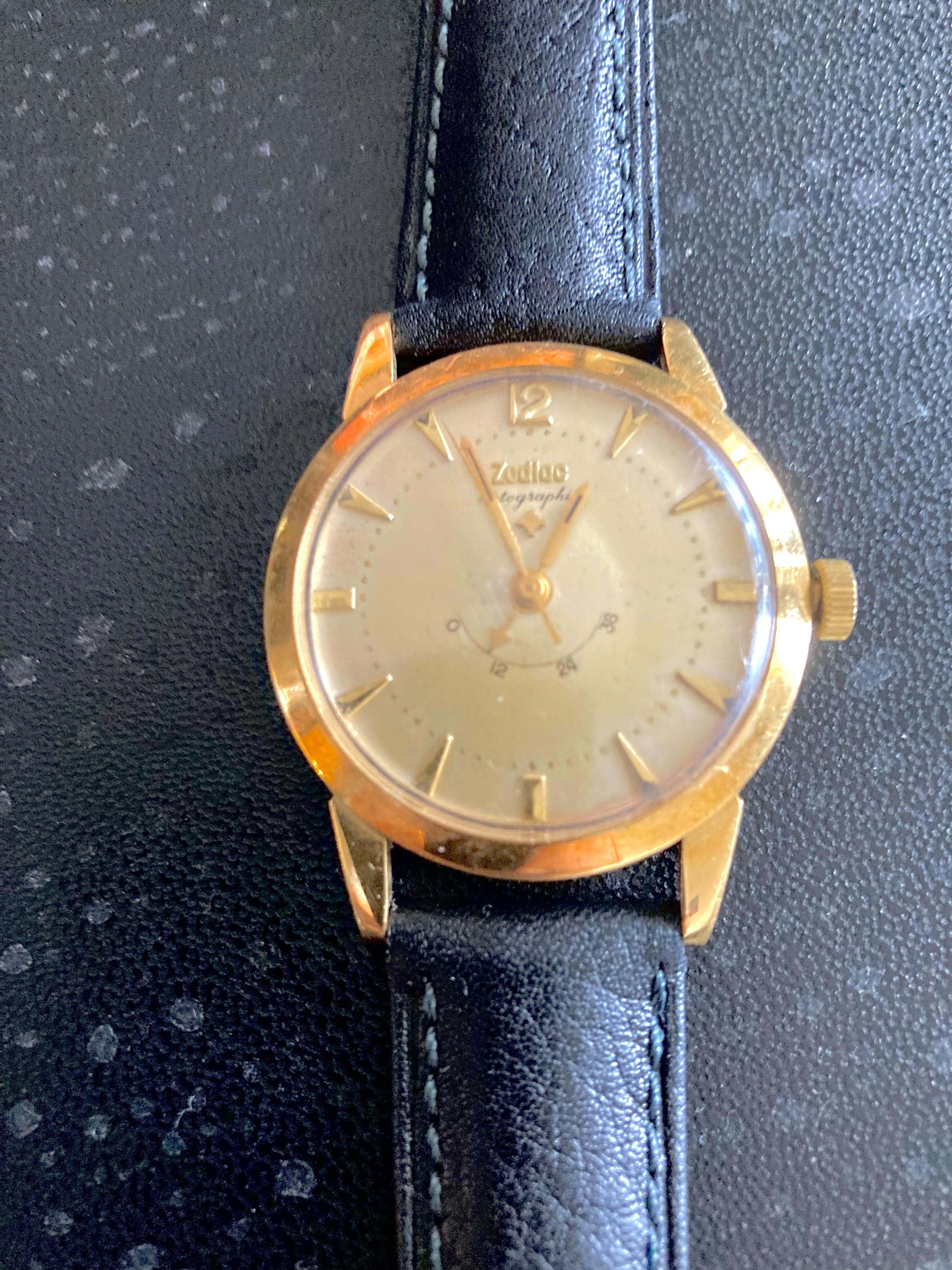
Zodiac « Autographic » de 1950.

En 1945, Maurice Calame, frère de René, entre dans l'entreprise. Il est chargé de la direction commerciale et va développer un réseau de distributeur et des méthodes marketing modernes.
En 1949, les frères Calame présentent au Salon de l'horlogerie de Bâle, la Zodiac « Autographic », première montre automatique avec un indicateur de réserve de marche. Les brevets ont été déposés en collaboration avec la Manufacture LeCoultre au Sentier.
En 1951, Maurice et René Calame inaugurent une nouvelle fabrique perchée à flanc de coteau au-dessus de la gare du Locle. Ce bâtiment audacieux est l'œuvre de l'architecte Paul Davoine. L'année suivante, en 1952, Maurice et René Calame sortent le modèle Zodiac « Glorious » dont les index du cadran sont surélevés pour donner une impression de trois dimensions.
À partir de 1954, les frères Calame appliquent sur ses cadrans des montres Zodiac le logo de l’entreprise : une croix cerclée appliquée en relief.
En 1955, Louis Ariste Calame décède au Locle après avoir présidé à plusieurs reprises l’Association patronale du district du Locle et fait partie du comité de Contrôle des métaux précieux. Cette même année 1955, René Calame débute la conception de la Zodiac « Sea Wolf », dont les premiers modèles auraient été commercialisés en 1956. La présentation officielle de cette montre a eu lieu à la Foire de Bâle 1958. Elle est en acier, comporte une lunette tournante et elle est étanche à 100 m de profondeur. 
En 1957, la production des montres Zodiac est de 80 000 exemplaires par an.
En 1959, l'étanchéité de la Zodiac « Sea Wolf » est portée à 200 m et Zodiac lance un modèle original, la Zodiac « Olympos », avec un boîtier asymétrique. En 1961, Pierre Calame, fils de René, entre dans l'entreprise et en 1962, la firme Zodiac lance le modèle « Aerospace Jet », équipé d'un cadran 24 heures, dont les aiguilles faisaient le tour complet du cadran en 24 heures.
En 1964, l'usine du Locle est agrandie et la production annuelle dépasse les 100 000 pièces. Pour augmenter la précision des montres Zodiac la fréquence d'oscillation du balancier passe dès 1964 de 18 000 à 21 600 A/h (alternances par heure). D'autre part, Zodiac faisait partie de la CHP (Communauté d'Horlogerie de Précision) créée en 1958 pour développer des échappements à hautes fréquences. En 1967, Zodiac lance sur le marché la gamme « Kingline 36 000 », des montres cadencées à une fréquence de 36 000 A/h, soit 10 Hz. Cette gamme donnera naissance à la « SST 36 000 ». 

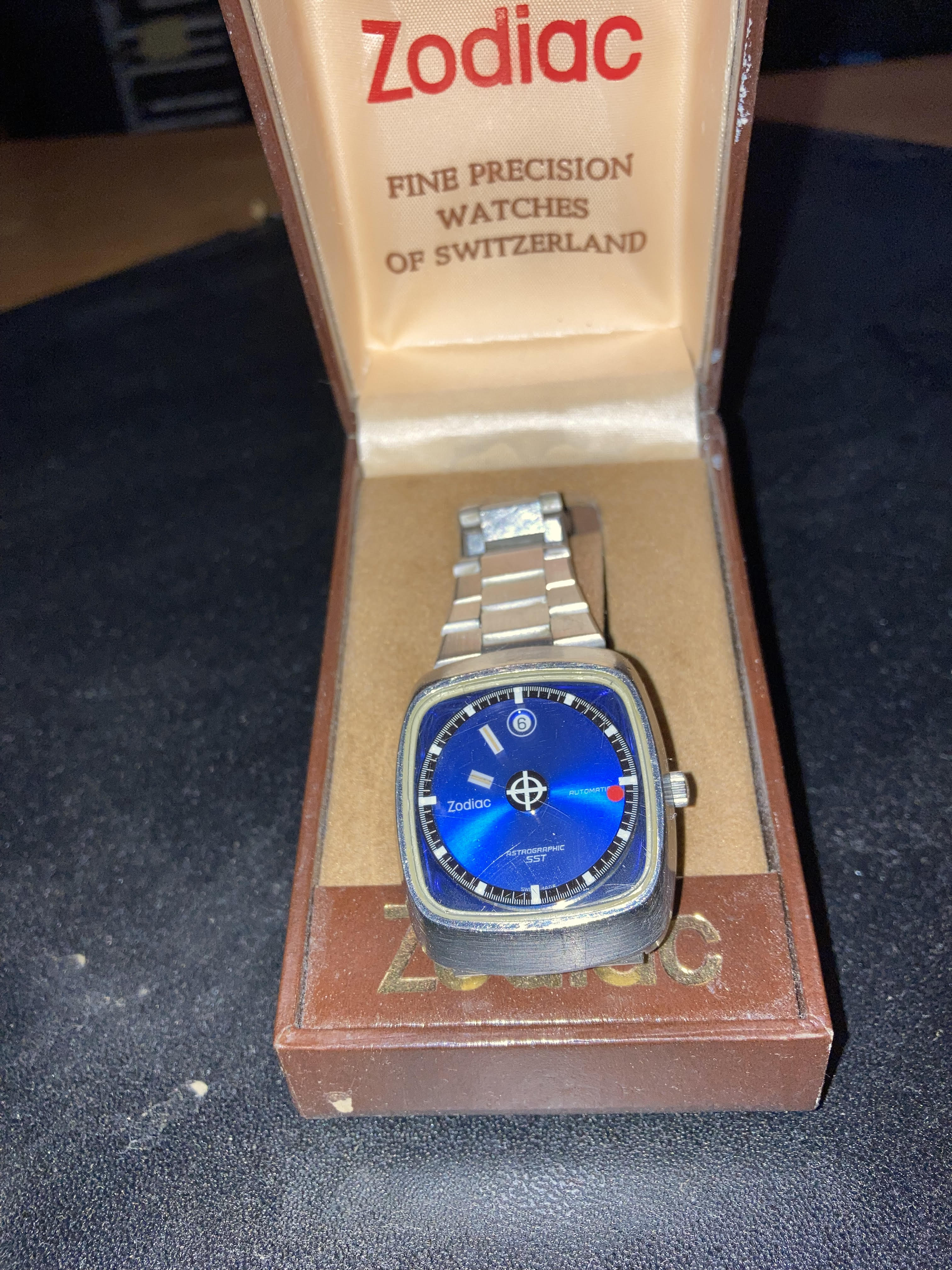
Montre Zodiac « Astrographic SST ».

En 1967, Zodiac présente également la première montre-bracelet électronique suisse, la « Spacetronic » . Le mouvement, électronique à balancier, est appelé « Dynotron » et il est fourni par Ebauches SA. La même année, mise sur le marché du modèle Zodiac « Aerospace GMT », avec une aiguille et lunette tournante 24 heures pour l'affichage d'un deuxième fuseau horaire. 
En 1968, Zodiac sort plusieurs modèles destinés à la plongée, en particulier la montre « Super Sea Wolf ». Elle est  extrêmement robuste, car elle peut descendre jusqu'à 750 mètres de profondeur, grâce à un fond de boîtier amélioré ainsi qu'un système breveté de couronne et de tige de remontoir. Il existe aussi une version chronographe de ce modèle.
Zodiac fait partie des toutes premières sociétés suisses à proposer une montre à quartz dès 1970, grâce à l’adoption du calibre « beta 21 » développé par le CEH (Centre Électronique Horloger) et commercialisé par plusieurs autres fabricants comme Universal, Ebel, Jaeger-LeCoultre, etc.
En 1970, la firme Zodiac lance sur le marché la célèbre « Astrographic », qui reçoit plusieurs prix pour son design. Elle ne possédait pas d'aiguilles au sens classique, mais des aiguilles apparemment sans rapport avec le cadran, imprimées sur des disques d'Acétate de cellulose transparents qui tournaient autour du centre du cadran. Zodiac s'est davantage concentré sur le marché américain et, entre 1950 et 1970, est devenu l'une des marques horlogères suisses les plus prospères et les plus populaires parmi les Américains. 
En 1972, Pierre Calame prend la direction de Zodiac. À partir de 1975, c'est le début de la « crise du quartz » avec la forte concurrence des montres à quartz américaines bon marché. En 1976, alors que Zodiac présente, avec deux autres sociétés, la première montre-bracelet LCD au monde avec un certificat officiel de chronomètre, le distributeur de Zodiac aux États-Unis fait faillite, fragilisant considérablement l'entreprise. Malgré l'excellence de ses produits, la manufacture locloise dépose son bilan.
En 1978, Zodiac est rachetée par le groupe Dixi de Paul Castella qui possède déjà Zenith, Movado, Mondia, Paul Buhré, H. Moser & Cie. Dixi devient le plus grand employeur du Locle. La marque Zodiac est mise en sommeil. René Calame, décède également cette année là, à l'âge de 76 ans.
En 1982, pour son centenaire, la fabrique de Bellevue est utilisée comme atelier supplémentaire par Dixi. La production des montres Zodiac est assurée par la fabrique Zenith.

### Rachat par Fossil Group, Inc.

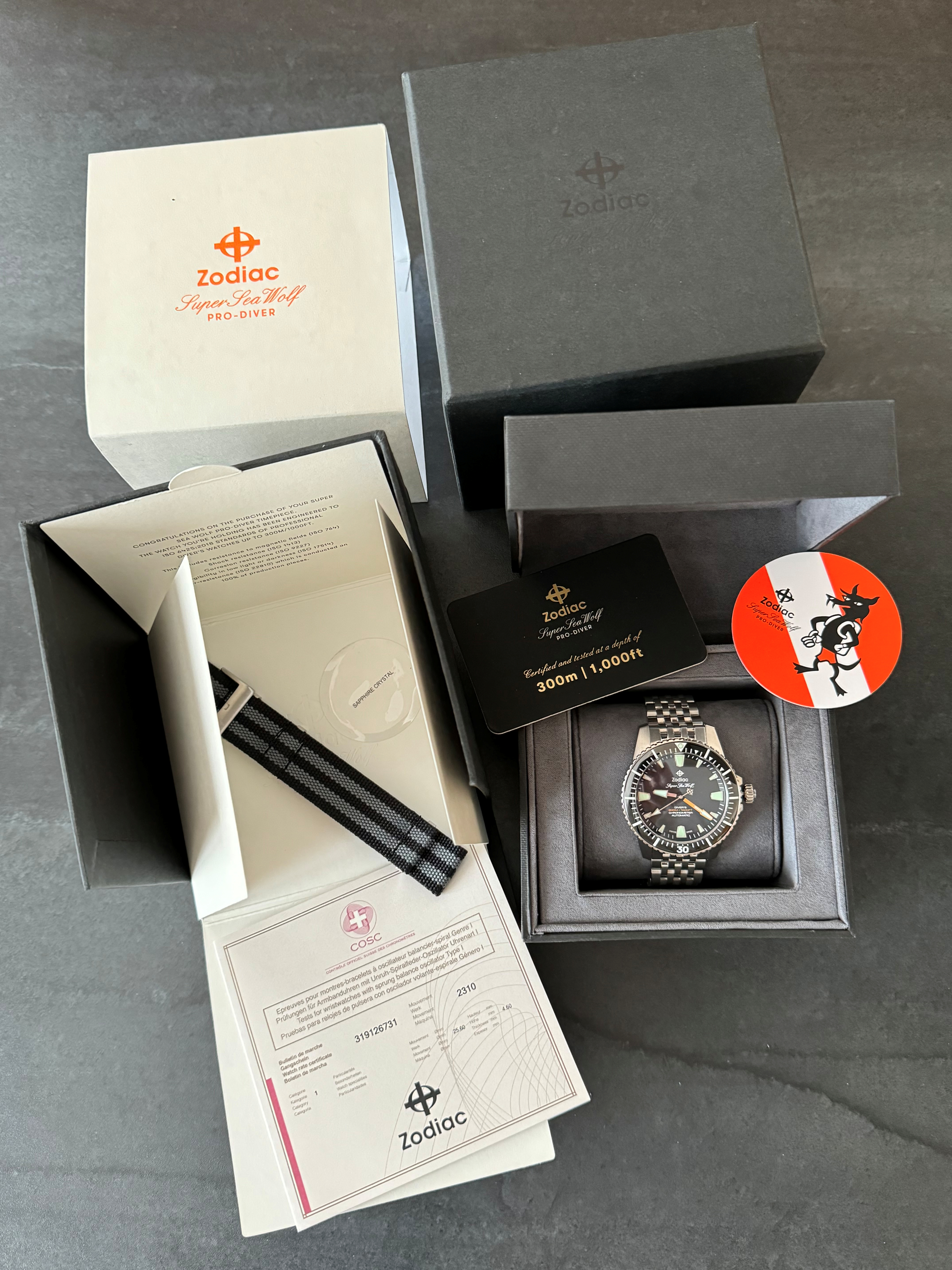
Montre Zodiac, modèle ZO3552 « Super Sea Wolf Pro-Diver » certifié COSC de 2024.

En 1989, la marque Zodiac est rachetée par un ancien directeur de Tag Heuer, Willy G. Monnier, qui transforme les modèles Zodiac au style Tag Heuer et déplace le siège à Neuchâtel. Mais en 1997, Zodiac SA fait faillite et est rachetée par le fonds spéculatif américain de capital risque Genender International Wheeling.
En 2001, la marque Zodiac est revendue par Genender International Wheeling à la société américaine Fossil Group, Inc. Cette entreprise texane active dans la mode et le design, occupe d’autres créneaux, en plus de la commercialisation de montres sous les marques Fossil et Zodiac. En 2004, Zodiac présente sa nouvelle collection nostalgique au salon horloger de Bâle. Les nouvelles familles de produits telles que les « Sea Dragon » et « V-Wolf » mélangent des éléments de la collection Zodiac originale avec un style contemporain. Fossil Group, Inc.  ambitionne de poursuivre la tradition de compétence technique.
À côté de la marque Zodiac, Fossil a aussi repris trois sociétés horlogères biennoises : Montres Antima, Meliga Habillement Horloger et Synergies Horlogères. En 2007, le modèle Zodiac « Astrographic » est à nouveau commercialisé, à l'occasion des 125 ans de la marque locloise. 
Avec un siège européen basé à Bâle, le groupe texan a vu ses ventes passer à plus de 2 milliards de chiffre d'affaires en 2010. Avec 360 magasins, la firme texane veut conquérir l'Asie, qui ne représente que 10 % de son chiffre d'affaires. En 2012, le groupe Fossil s'empare des usines de Swiss Technology Production (STP) au Tessin. En 2014, la firme américaine Fossil réédite les Zodiac « Astrographic », « Sea Dragon » et « Sea Wolf » avec des mouvements mécaniques semblables aux originaux, mais fabriqués au Tessin.
En 2022, l'emblématique fabrique Zodiac de Bellevue au Locle est transformée en un ensemble d'appartements adaptés aux seniors.

### Liste des directeurs
| Année     | Propriétaire                    | Nom                                                 |
| --------- | ------------------------------- | --------------------------------------------------- |
|           | Jacob Calame                    | -                                                   |
| 1864-1982 | Ariste Calame (1839-1917)       | -                                                   |
| 1882-1900 | Ariste Calame (1839-1917)       | montre Ariste Calame                                |
| 1900-1923 | Louis Ariste Calame (1875-1955) | Ariste Calame fils, Manufacture d'horlogerie Zodiac |
| 1923-1933 | René Ariste Calame (1902-1978)  | Ariste Calame fils, Manufacture d'horlogerie Zodiac |
| 1933-1945 | René Ariste Calame (1902-1978)  | Zodiac                                              |
| 1945-1972 | Maurice Calame (1911-1981)      | Zodiac                                              |
| 1972-1978 | Pierre Edouard Calame (1934     | Zodiac                                              |
| 1978-1989 | Paul Castella                   | -                                                   |
| 1989-1997 | Willy G. Monnier                | Zodiac                                              |